# غولف سيتروس

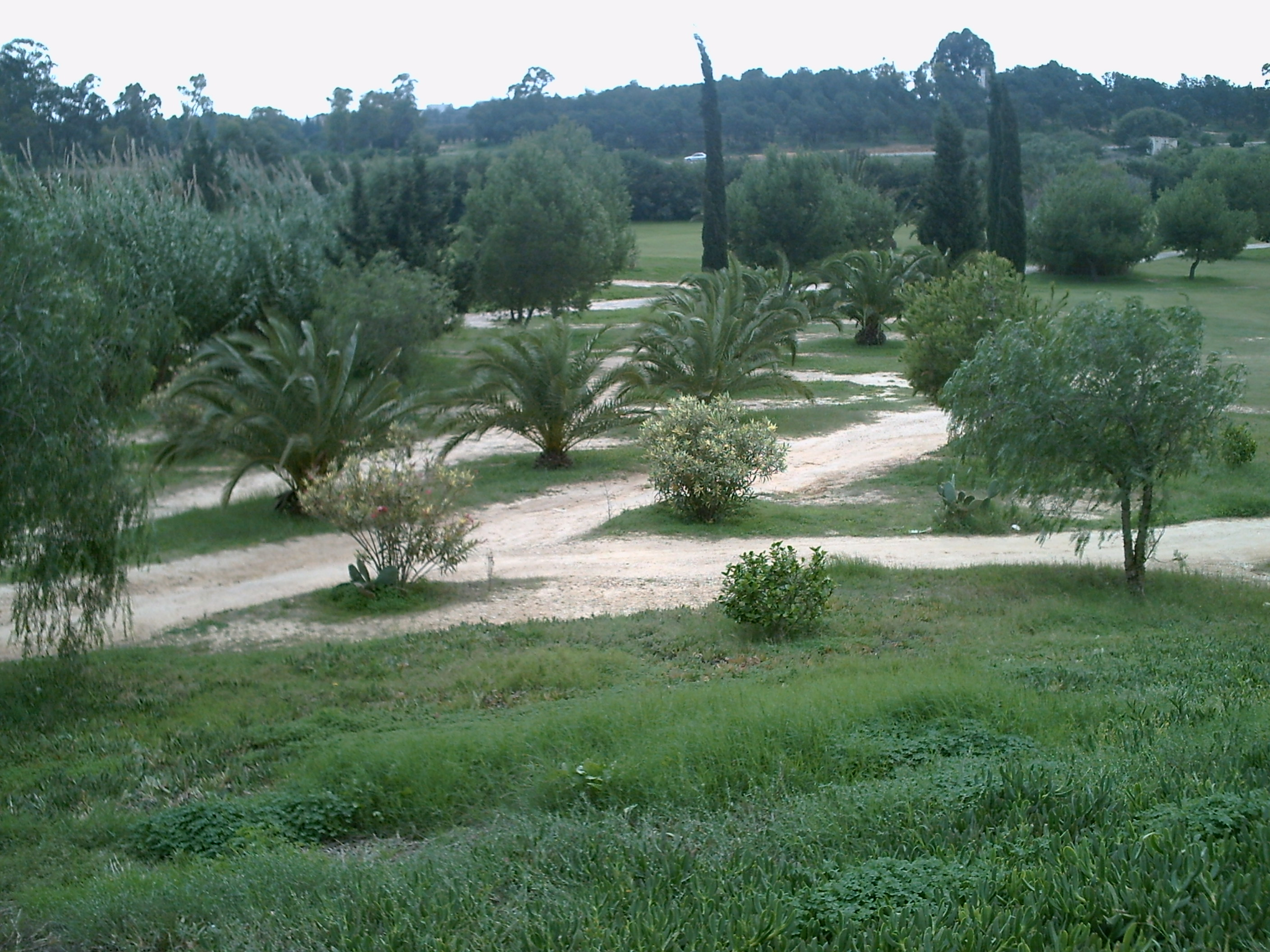
منظر على غولف سيتروس.

غولف سيتروس (بالفرنسية: Golf Citrus)‏ هو ملعب غولف يقع في المنطقة السياحية من ياسمين الحمامات في الحمامات في تونس. رسم خريطته المهندس الأمريكي رونالد فريم (Ronald Fream).

يتكون الملعب من 45 حفرة. وأهم مسارين به هما: 
- مسار الزيتون (Les Oliviers) ويتكون من 18 حفرة تمتد على 106 6 متر (رجال)، 290 5 متر (السيدات).
- مسار الغابة (La Forêt) ويتكون من 18 حفرة تمتد على 066 6 متر (رجال)، 235 5 متر (سيدات).

## روابط خارجية
- الموقع الرسمي.